# Geoficção
Geoficção é um passatempo ou hobby que consiste na criação e mapeamento de lugares imaginários, como países, cidades, bairros, ruas, prédios ou até mesmo planetas e galáxias. Adeptos da geoficção comumente imaginam o lugar que criam num alto nível de detalhamento, com cada minúcia e particularidade que desejam. Em geral, escrevem descrições que contêm os nomes dos lugares, características geográficas, culturais, sociais, políticas, econômicas, históricas e diversos outros aspectos.
A rigor, geoficção inclui desde mapinhas de ruas imaginárias desenhados por crianças até projetos extremamente elaborados e internamente coerentes, mantidos por adultos ao longo de suas vidas. Por outro lado, geoficção é qualquer ficção focada na ambientação mais que na trama ou nos personagens como é o caso da República Dalva da minissérie de Youtube Os Desajeitados, um pais fictício criado justamente para que a trama fosse ambientalizada.
A criação de países e universos como suporte, contexto e cenário para uma obra de ficção (como a galáxia de Star Wars, por George Lucas, Westeros de George R. R. Martin, ou a Terra Média de O Senhor dos Anéis, por J. R. R. Tolkien) costuma ser considerada um ramo derivado da geoficção, já que esta abarca também a invenção de lugares por puro deleite pessoal, sem aplicação predeterminada.
Há vários tipos de criação de lugares imaginários, desde os claramente inspirados no mundo real terreno com ligeiras modificações até as fantasias inverossímeis que incluem monstros, criaturas mitológicas e situações irreais para o contexto da Terra (como, por exemplo, a presença de mais de um sol no céu).
A criação de mundos fictícios (também denominada conworld ou sub-creation em inglês) é a geração de um lugar fictício, geralmente associado com um universo fictício, construído através de um processo de construção de mundo (ou conworlding, em inglês). Um mundo fictício tipicamente ostenta certo número de culturas construídas e línguas artificiais associadas a ele. Tais mundos são frequentemente criados para um romance, Vídeo-game ou RPG, mas, em alguns casos, apenas como passatempo ou diversão pessoal.
Frequentemente, a geoficção é acompanhada de ilustrações que retratam o lugar imaginário, principalmente sob a forma de mapas, plantas urbanas e plantas baixas do local retratado. Também é muito comum a criação de bandeiras e brasões para os países imaginados, suas províncias, cidades, partidos, entidades multinacionais etc.; não raro, encontram-se vários adeptos em comum entre geoficção e a vexilologia.
Muitas vezes, relaciona-se com a geoficção a criação de conlangs (constructed languages, ou línguas construídas, que são idiomas inventados.
O micronacionalismo também é, às vezes, considerado uma forma elaborada (e coletivamente ativa) de geoficção, na medida em que várias pessoas se reúnem para simular a vida política e social de um país.

## Associação Holandesa de Geoficção
Na Holanda existe uma entidade que congrega criadores de países imaginários, a Associação Holandesa de Geoficção, fundada há mais de 10 anos, e com ramificações internacionais. A associação funciona como uma plataforma para adeptos da geoficção e promove encontros entre os participantes, troca de ideias e experiências entre os membros. Embora não todas, a maior parte das criações é de países imaginários (e não cidades, planetas ou continentes).
A associação mantém um website em inglês no endereço The Dutch Geofiction Association

## Jogos online
União Brasileira de Regiões (UBR) - A UBRwiki foi criada em 2017 como substituto do fórum SCity. A União Brasileira de Regiões possui longa história, tendo sido fundada em 2009 por usuários do SimCityBrasil (2004-2017) como uma forma de interação entre regiões do jogo. Desde sua criação, a UBR eventualmente caminhou para tornar-se uma espécie de roleplay de geopolítica entre as nações de seus membros, além de ter formado uma antiga comunidade com vínculo único de amizade.
ImagiNations - é uma rede de jogos do tipo RPG PBeM (play by e-mail, ou jogados por correio eletrônico) em que cada jogo é ambientado num planeta diferente. Neste sistema, cada indivíduo assume o papel de um país imaginário (criado por ele próprio) e deve tanto construí-lo internamente quanto interagir com outros jogadores para realizar relações diplomáticas. Os jogadores são pontuados de acordo com o nível de detalhamento com que constróem seus países e com isso podem ganhar bônus (como aumento de território, colônias, etc.). A iniciativa foi criada pelo escritor Edward Mooney, Jr. e funciona como um exemplo da geoficção como hobby ativo. Os principais mundos-jogos neste sistema são Vexillium, em inglês, e Aliance, em francês.
Eshraval: A Nation of Your Own - jogo novo e mais desenvolvido que incorpora elementos de simulação econômica e militar (aleatórios, à revelia do jogador) para permitir aos jogadores um contexto global de maior consistência e coerência.
eNacionalismo - Em Português, porém, ainda está em fase de desenvolvimento.